# St Christopher le Stocks

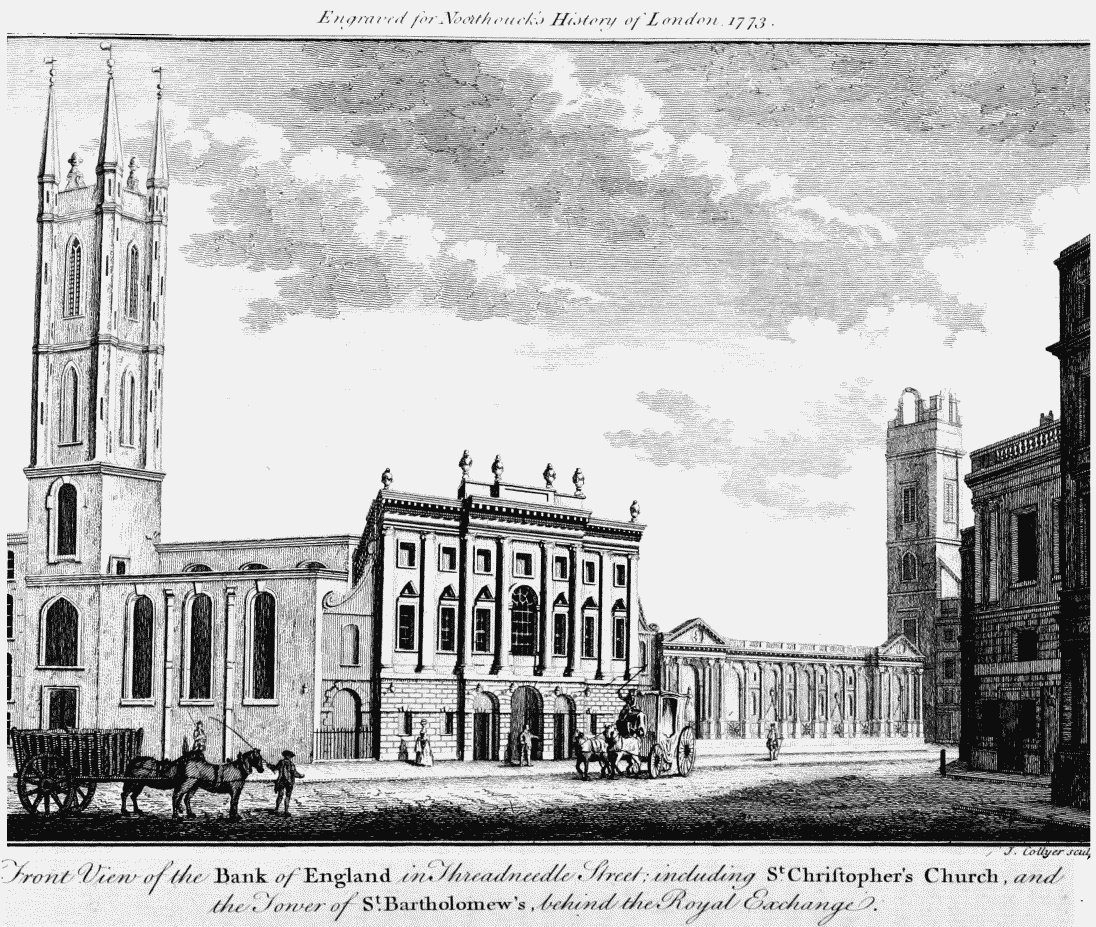
St Christopher le Stocks mit der Bank of England (Joseph Collyer)

St Christopher le Stocks war eine der 50 Wren-Kirchen im Londoner Innenstadtbezirk City of London. Ihren Zusatznamen erhielt sie von der Nähe zur Londoner Börse. Die 1671 errichtete Kirche wurde 1782 abgebrochen.

## Geschichte
Die dem Heiligen Christophorus gewidmete mittelalterliche Kirche ist erstmals für das Jahr 1282 belegt. Die an der Threadneedle Street gelegene Kirche wurde beim Großen Brand von London 1666 zerstört und anschließend 1671 durch Christopher Wren unter Verwendung der mittelalterlichen Außenmauern und des Kirchturms als erster der Londoner Kirchenbauten wiederaufgebaut. Der als flachgedeckte Basilika errichtete Kirchenbau erhielt dabei neue rundbogige Fenster, während der Turmaufbau in Formen der Nachgotik mit seitlichen Fialentürmen gestaltet war.
Nach den antikatholischen Gordon Riots von 1780, die sich unter anderem gegen die unmittelbar angrenzende Bank of England richteten, wurde die Kirche 1781 geschlossen und im darauffolgenden Jahr abgebrochen, um Platz für den Erweiterungsbau der Bank of England zu schaffen, ihre Pfarrei wurde mit der von St Margaret Lothbury vereinigt.